# Swammerdamia beirnei
Swammerdamia beirnei is een vlinder uit de familie van de stippelmotten (Yponomeutidae). De wetenschappelijke naam van de soort werd in 1979 gepubliceerd door Doganlar.